# Fraseroscyphus sinuosus
Fraseroscyphus sinuosus is een hydroïdpoliep uit de familie Sertulariidae. De poliep komt uit het geslacht Fraseroscyphus. Fraseroscyphus sinuosus werd in 1948 voor het eerst wetenschappelijk beschreven door Fraser. 